# Фелікс Лемарешаль
Фелікс Лемарешаль (фр. Félix Lemaréchal, нар. 7 серпня 2003, Тур, Франція) — французький футболіст івуарійського походження, півзахисник клубу «Страсбур».

## Ігрова кар'єра

### Клубна
Фелікс Лемарешаль є вихованцем футбольної школи у своєму рідному місті Тур. Пізніше він пройшов через молодіжні команди клубів «Бордо» та «Монако».
Перед сезоном 2021/22 Лемарешаль був включений до заявки першої команди «Монако». 16 жовтня 2021 року футболіст дебютував на професійному рівні, коли вийшов на заміну у матчі чемпіонату Франції проти «Ліона». Та гра стала єдиною грою Лемарешаля в основі. Паралельно з цим він грав за дублюючий склад «Монако».
В подальшому не маючи можливості пробитися до основи «Монако», Лемарешаль був відправлений в оренду. Другу половину сезону 2022/23 він провів у клубі «Брест». У вересні 2023 року футболіст знову був відправлений в оренду — на весь сезон у бельгійський «Серкль Брюгге».
Влітку 2024 року Лемарешаль повернувся з оренди до «Монако», але вже у серпні перейшов до клубу «Страсбур», підписавши з клубом контракт на постійній основі.

### Збірна
Фелікс Лемарешаль має івуарійське коріння. У 2019 році він провів кілька матчів у складі юнацьких збірних Франції U-16 та U-17.